# Holst-Sinfonietta
Die Holst Sinfonietta (bis 2024: Holst-Sinfonietta) ist ein Kammerorchester für Musik des 20. und 21. Jahrhunderts mit Standort in Freiburg im Breisgau. Benannt ist das Orchester nach dem englischen Komponisten Gustav Holst (1874–1934).

## Geschichte
Gegründet wurde die Holst Sinfonietta 1996 von ihrem Dirigenten und künstlerischen Leiter Klaus Simon mit dem Ziel, ausgewählte Werke der Musik des 20. und 21. Jahrhunderts im Ensembleformat zur Aufführung zu bringen. International besetzt, setzt sich die Holst-Sinfonietta zusammen aus 16 professionellen Instrumentalisten plus eigenem Tonmeister. Trägerverein des Ensembles ist der gemeinnützige Holst-Sinfonietta e. V. mit Sitz in Denzlingen.
Mit Erstaufführungen von Werken zeitgenössischer Komponisten wie John Adams, Joseph Schwantner, Erkki-Sven Tüür, HK Gruber, Mark-Anthony Turnage und Michael Torke konnte sich die Holst Sinfonietta als Spezialisten-Ensemble für neuere bis neueste Musik profilieren. Stilistisch nicht festgelegt auf eine bestimmte Schule oder Tradition, umfasst ihre musikalische Bandbreite sowohl die europäische Kunstmusik ab Anfang des 20. Jahrhunderts als auch die zeitgenössische anglo-amerikanische Avantgarde des 20. und 21. Jahrhunderts. So reicht ihr Repertoire von Klaus Simons eigenen Bearbeitungen der 1. und 4. Sinfonie Gustav Mahlers für Kammerensemble über die Werke der Zweiten Wiener Schule (Arnold Schönberg, Alban Berg) und die amerikanische Minimal Music (Steve Reich, John Adams, Terry Riley) bis hin zu jüngeren Werken u. a. von Steven Mackey, Jennifer Higdon und Frederic Rzewski.
Seit 1999 entstanden Rundfunkaufnahmen für die Sender SWR 2, BR-Klassik und das Schweizer Radio DRS 2 sowie CD-Einspielungen für die Labels Neos, Naxos, Spektrum, cpo und Ars Musici, u. a. mit Werken von Alban Berg, Erich Wolfgang Korngold, John Adams und Joseph Schwantner.
2008 gab die Holst Sinfonietta ihr Debüt im Zentrum für Kunst und Medientechnologie in Karlsruhe mit der Uraufführung von Thomas Hummels Aus Trachila für Sprecher und großes Ensemble, die noch im selben Jahr als CD-Aufnahme bei Neos erschien. In Koproduktion mit dem Bayerischen Rundfunk entstand zuletzt eine CD-Produktion mit dem Titel Pierrot Cabaretaire mit Werken von Arnold Schönberg (Pierrot Lunaire), Benjamin Britten und Friedrich Hollaender, die Ende 2010 veröffentlicht wurde und auf positive Resonanz bei der Musikkritik stieß.

## Mitglieder
Klaus Simon (Dirigent, Künstlerischer Leiter), Clara Giner Franco (Flöte), Lena Gersbacher (Oboe, Englischhorn), Lorenzo Salvá Peralta (Klarinette), Robert Oros (Fagott), Lee Forrest Ferguson (Schlagzeug), Julia Weissbarth (Harfe), N.N. (Klavier, Celesta), Sylvia Oelkrug (Violine), Cornelius Bauer (Violine), Katharina Schmauder (Viola), Philipp Schiemenz (Violoncello).